# Sallebray
Monsieur (de) Sallebray (ou Salbray, dont le prénom est inconnu) est un poète et dramaturge français du XVIIe siècle.
Il aurait été valet de chambre du roi Louis XIV et publia cinq pièces de théâtre et quelques poèmes.

## Œuvres
- vers 1635 : Description de la belle chapelle de la maison royale de Fontainebleau, ode.
- 1639 : Le Jugement de Pâris et le Ravissement d'Hélène, tragi-comédie (texte sur Gallica)
- 1640 : La Troade, tragédie (texte sur Gallica)
- 1642 : L'Amante ennemie, tragi-comédie (texte sur Gallica)
- 1642 : La Belle Égyptienne, tragi-comédie (texte sur Gallica)
- 1639 : L'Enfer divertissant, comédie
- 1660 : Épigramme du songe du resveur

## Citation
Dans son catalogue de la Bibliothèque dramatique de Monsieur de Soleinne (n° 1177), Paul Lacroix écrit : « Il y a du Corneille dans cet auteur, à qui Corneille emprunte quelquefois des pensées et des vers. Cette réponse d'Andromaque à Ulysse (La Troade) est sublime :
Menace-moy de vivre et non pas de mourir ».